# Rolls-Royce Eagle
Роллс-Ройс Ігл (англ. Rolls-Royce Eagle) — перший авіаційний двигун фірми Rolls-Royce Limited. Створений на замовлення військових під час Першої світової війни, він використовувався на бомбардувальниках «Хендлі-Пейдж» серії O та багатьох інших військових літаках.
З використанням двигунів Eagle був здійснений перший трансатлантичний безпосадочний переліт: у червні 1919 р. Джон Олкок та Артур Браун на переобладнаному бомбардувальнику Vickers Vimy перелетіли із Сент-Джонса (о. Ньюфаундленд) до Кліфдена (Ірландія).

## Історія
Коли в серпні 1914 р. розпочалася Перша світова війна, Королівська авіаційна фабрика замовила фірмі Rolls-Royce розробку нового двигуна повітряного охолодження потужністю 200 к.с. Однак спеціалізацію фірми були двигуни водяного охолодження, і, попри початкові заперечення замовника, було погоджено, що новий двигун буде охолоджуватись водою.

## Розробка і розвиток
Розробкою нового двигуна керував Генрі Ройс зі свого будинку у графстві Кент. За основу було взято 6-циліндровий двигун автомобіля «Silver Ghost», а також використовувалися елементи конструкції Mercedes 35 PS. Потужність збільшили за рахунок подвоєння кількості циліндрів і збільшення обертів, тому для збереження швидкості обертання гвинта 1100 об/хв був розроблений планетарний редуктор. Система газорозподілу була змінена для покращення характеристик та зниження інерції: замість бічних клапанів впроваджено верхньоклапанний механізм з одним розподільним валом (SOHC); при цьому майже повторили оригінальну схему з коромислами, що проходили через бічні отвори у запиналі, використану в німецьких рядних 6-циліндрових двигунах Mercedes D.I, D.II та D.III.

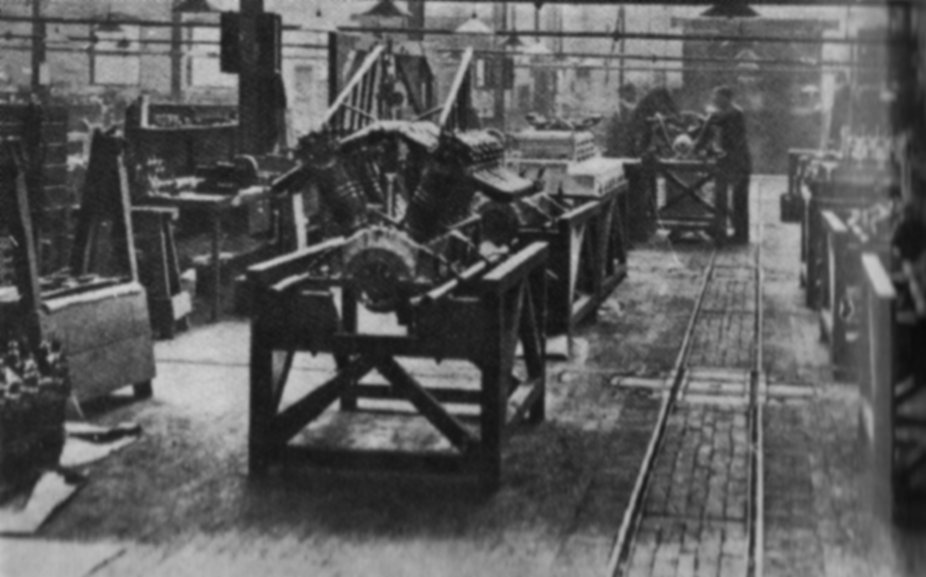
Двигуни Eagle на фабриці в Дербі, 1919 р.

3 січня 1915 р. Адміралтейство замовило 25 нових двигунів. Перший запуск Eagle відбувся на випробувальному стенді фабрики Rolls-Royce в Дербі в лютому 1915 р.; двигун розвинув 225 к.с. при 1600 об/хв. Кількість обертів швидко збільшили до 1800, а потім у серпні — до 2000, при цьому потужність сягнула 300 к.с. В ході подальших випробувань було прийнято рішення використовувати двигун при 1800 об/хв (потужність 255 к.с.) з можливістю короткочасного форсування до 1900 об/хв. Перший політ бомбардувальника Handley Page O/100 відбувся у грудні 1915 р. — це був перший політ літака з двигунами Rolls-Royce.
В ході подальшого розвитку Eagle його потужність поступово досягла 360 к.с. у лютому 1918, коли розпочався випуск восьмої модифікації. Протягом війни компанія докладала зусиль для збільшення виробництва двигунів, щоб задовільнити потреби Військового департаменту, однак опиралася налагодженню ліцензійного виробництва іншими фірмами, мотивуючи це тим, що вони не зможуть забезпечити належної якості .
Після війни було розроблено модифікацію Mark IX для цивільного використання. Загалом був випущений 4681 двигун Eagle.

## Варианты

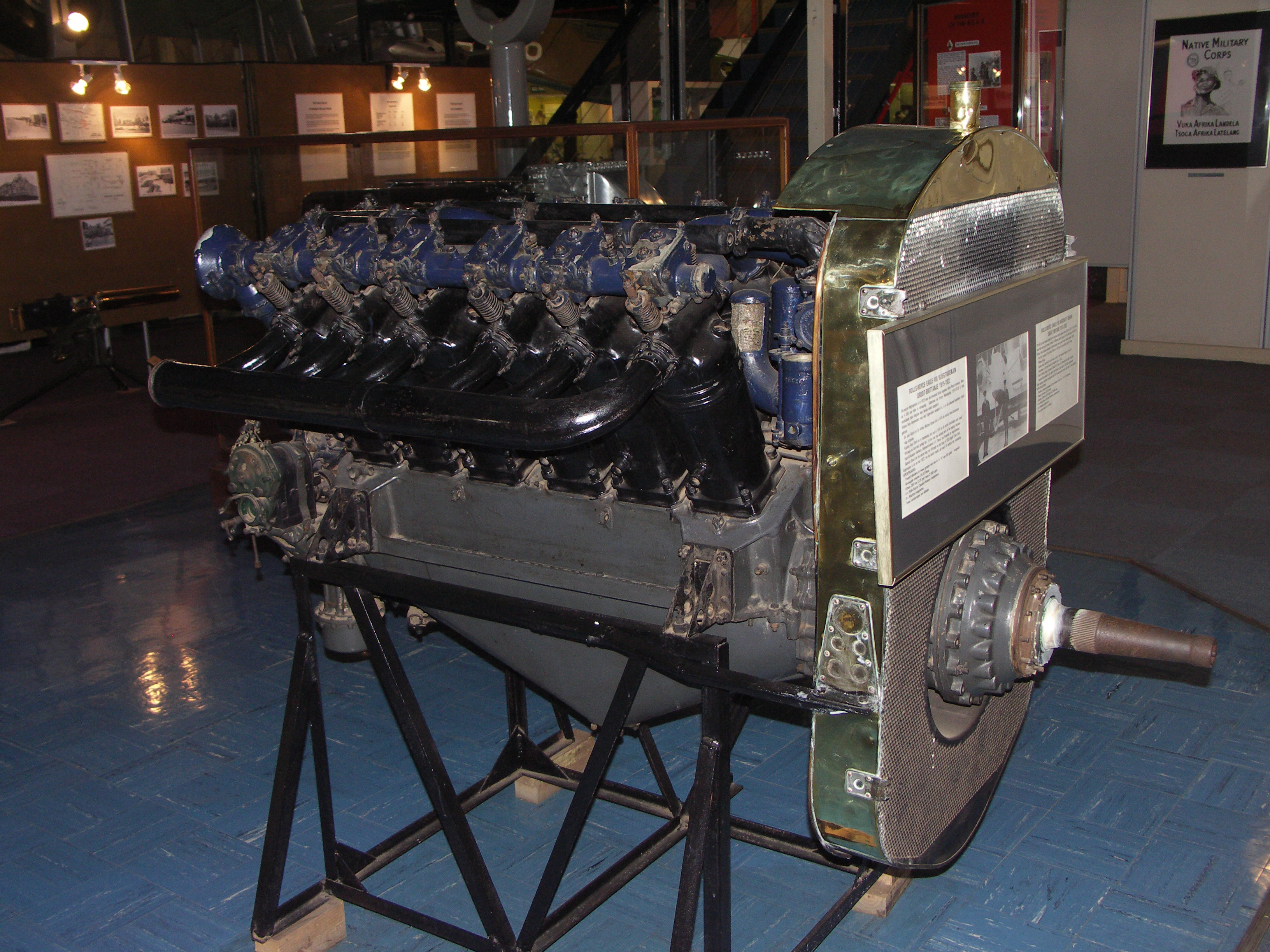
Rolls-Royce Eagle VIII

Eagle I (Rolls-Royce 250 hp Mk I)
(1915 г.) 225 к.с., побудовано 104 двигуни правого та лівого обертання.
Eagle II (Rolls-Royce 250 hp Mk II)
(1916 г.) 250 л.с., побудовано 36 шт.
Eagle III (Rolls-Royce 250 hp Mk III)
(1917-1927 гг.) 250 л.с., ступінь стиску збільшено до 4,9:1; посилені поршні. Побудовано 110 шт.
Eagle IV (Rolls-Royce 250 hp Mk I)
(1916-17 гг.) 270/286 к.с., побудовано 36 шт.
Eagle V (Rolls-Royce 275 hp Mk I)
(1916-17 гг.) 275 л.с., збільшено підйом клапанів. Побудовано 300 шт.
Eagle VI (Rolls-Royce 275 hp Mk II)
(1917 г.) 275 л.с., вперше впроваджено подвійне запалювання. Побудовано 300 шт.
Eagle VII (Rolls-Royce 275 hp Mk III)
(1917-18 гг.) 275 к.с., побудовано 200 шт.
Eagle VIII
(1917-1922) 300 л.с., численні зміни конструкції, побудовано 3302 шт.
Eagle IX
(1922-1928) 360 л.с., розроблений для цивільного використання, побудовано 273 шт.

## Застосування

### В авіації
| - Airco D.H.4 - Airco D.H.9 - ANEC III - BAT F.K.26 - Blackburn Blackburd - Curtiss H.12 Large America - Curtiss-Wanamaker Triplane - de Havilland D.H.10 - de Havilland D.H.16 - Dornier Do E - Dornier Wal - Fairey III - Fairey Campania - Felixstowe F.2 - Felixstowe F.3 - Felixstowe F.4 | - Felixstowe F.5 - Grahame-White G.W.E.7 - Handley Page 0/100 - Handasyde H.2 - Handley Page H.P.18 - Handley Page 0/400 - Handley Page V/1500 - Handley Page Type W - Hawker Horsley - Porte Baby - Porte Fury - Martinsyde F.1 - Royal Aircraft Factory F.E.2 - Royal Aircraft Factory F.E.4 - Royal Aircraft Factory R.E.7 - Short Bomber - Short N.1B Shirl | - Short Type 184 - Sopwith Atlantic - Sopwith Wallaby - Sopwith Tractor Triplane - Supermarine Commercial Amphibian - Supermarine Scarab - Supermarine Sea Eagle - Supermarine Swan - Van Berkel W-B - Vickers F.B.11 - Vickers Valparaiso - Vickers Vernon - Vickers Viking - Vickers Vulcan - Vickers Vulture - Vickers Vimy - Wight Converted Seaplane |

### Уповітроплавстві
Двигуни Eagle встановлювалися на дирижаблях N.S.3 North Sea и класу 23.

## Музейні експонати
Двигуни Eagle выставлені:
- в Музеї науки в Лондоні
- в Канадському музеї авіації і космосу в Оттаві
- у Південноафриканському національному музеї військової історії в Йоханнесбурзі
- у Південноафриканському музеї ВПС у Порт-Елізабет
- у Промисловому музеї Дербі виставлений один з вигунів літака, на якому Олкок и Браун перетнули Атлантику[5].

## Спецификация (Eagle IX)
Шаблон:Pistonspecs

### Споріднені розробки
- Rolls-Royce Hawk
- Rolls-Royce Condor

### Схожі двигуни
- Sunbeam Matabele